# Julio Jiménez
Pour les articles homonymes, voir Jiménez.
Jiménez  Muñoz est un nom espagnol. Le premier nom de famille, en général paternel, est Jiménez ; le second, en général maternel, souvent omis, est Muñoz.
Julio Jiménez Muñoz, né le 28 octobre 1934 à Ávila et mort le 8 juin 2022 dans la même ville, est un coureur cycliste espagnol, professionnel de 1959 à 1969. Réputé pour ses qualités de grimpeur, il remporte 29 victoires durant sa carrière. Il gagne notamment cinq étapes du Tour de France, dont la 20e étape du Tour 1964, qui est restée célèbre en raison de la bataille du Puy de Dôme entre Jacques Anquetil et Raymond Poulidor. Il compte également quatre succès d'étapes sur le Tour d'Italie et trois autres sur le Tour d'Espagne. Il remporte à six reprises le Grand Prix de la montagne sur les grands tours : trois fois sur le Tour et trois fois sur la Vuelta, réalisant même le doublé en 1965.

## Biographie
De petite taille (1,63 m), mince, l'ancien « horloger d'Ávila » était réputé pour ses qualités de grimpeur qu'il fit valoir dans les courses de côte et championnats de la montagne dans son pays, puis dans les grandes courses par étapes, Tours d'Espagne, d'Italie et de France.
Il remporta ainsi le Grand Prix de la montagne du Tour d'Espagne en 1963, 1964 et 1965. En 1964, il porta le maillot amarillo de leader avant d'être détrôné dans l'étape contre-la-montre par Raymond Poulidor. En 1967, il remporta le Grand Prix de la montagne, mais fut déclassé, le règlement prévoyant que le lauréat devait finir dans les 15 premiers du classement général, alors qu'il n'était que 20e.
Il remporta quatre étapes dans le Tour d'Italie (deux en 1966, où il porta le maillot rose de leader pendant dix jours avant de terminer à la 4e place, deux en 1968 où il termina 11e).
Jiménez participa, de 1964 à 1968, à cinq reprises au Tour de France dans lequel il remporta cinq étapes et trois fois le Grand Prix de la montagne.
Sociétaire de l'équipe espagnole Kas en 1964, il remporta la 13e étape Perpignan-Andorre après une longue échappée, puis la 20e étape Brive-le Puy-de-Dôme, celle qui vit Poulidor distancer Jacques Anquetil. Il fut jusqu'au bout un redoutable adversaire de Federico Bahamontes pour le titre de meilleur grimpeur, terminant 7e au classement général et 2e à celui des grimpeurs. Sur sa forme du Tour de France, Jiménez remporta le championnat d'Espagne sur route.
Leader de l'équipe Kas en 1965, il remporta à  nouveau deux étapes dans le Tour de France : la 9e Dax-Bagnères de Bigorre et la 17e Briançon-Aix-les-bains, s'adjugeant le Grand Prix de la montagne et terminant à la 23e place du classement général.
Jiménez revient dans le Tour 1966 comme sociétaire de l'équipe Ford-France, aux côtés d'Anquetil et de Lucien Aimar. Vainqueur de la 16e étape Bourg d'Oisans-Briançon, il remporta pour la 2e fois le Grand Prix de la montagne tout en assurant, dans les dernières étapes, une aide décisive au futur vainqueur, son coéquipier Lucien Aimar.
Le retour du Tour de France aux équipes nationales voit Jiménez retenu comme leader de l'équipe d'Espagne. Toujours percutant dans les étapes de montagne (2e à Briançon et à Luchon, 3e au Puy-de-Dôme), Jiménez termina l'épreuve à la deuxième place, devancé par le Français Roger Pingeon qui s'était assuré une avance de 7 minutes par son échappée en Belgique le 5e jour. Jiménez remporta son troisième Grand Prix de la montagne. Cette même année, il est contrôlé positif.
Julio Jiménez participa à son 5e Tour de France en 1968 comme coleader de l'équipe d'Espagne. L'absence de grands cols incita son directeur sportif à jouer la carte du classement par équipes que remporta l'équipe d'Espagne. Premier au sommet de l'Aubisque, Jiménez termina à la 30e place au classement final et 3e du Grand Prix de la montagne derrière Aurelio González Puente et Franco Bitossi.
À 34 ans passés, Jiménez accomplit une dernière saison en Italie, en 1969. Après avoir terminé 36e du Tour d'Italie et 3e du Grand Prix de la montagne, il met fin à sa carrière cycliste et monte un bar dans sa ville natale d'Avila.
Il meurt le 8 juin 2022 des suites d'un accident de voiture survenu la veille, à l'âge de 87 ans.

## Palmarès et résultats

### Palmarès amateur
- 1956
  - Tour d'Ávila :
    - Classement général
    - Trois étapes[4]
- 1957
  - Grand Prix de Valladolid[4]
  - Tour de Salamanque amateurs :
    - Classement général
    - Une étape[4]
- 1958
  - 3e du GP Torrelavega

### Palmarès professionnel
| - 1960 - GP Llodio - 4e étape du Tour de Catalogne - 1961 - 1re étape du Gran Premio de la Bicicleta Eibarresa (contre-la-montre) - 6e, 8e, 9e et 11e étapes du Tour de Colombie - GP Cuprosan - 3e du Tour de Colombie - 1962 - Champion d'Espagne de la montagne - Subida a Urkiola - Trophée Iberduero - 4e étape du Critérium du Dauphiné libéré - 5e étape du Tour de Catalogne - 2e de la Subida a Arrate - 3e de la Subida a La Reineta - 1963 - Grand Prix de la montagne du Tour d'Espagne - Trophée Iberduero - Course de côte du mont Faron - 2e du championnat d'Espagne de la montagne - 3e du Circuito Montañés - 3e de la Subida a La Reineta - 1964 - Champion d'Espagne sur route - Subida a Urkiola - 4e étape du Gran Premio de la Bicicleta Eibarresa - Tour d'Espagne : - Grand Prix de la montagne - 5e et 14e étapes - 3eb (contre-la-montre par équipes), 13e et 20e étapes du Tour de France - 2e de Barcelone-Andorre - 2e du Gran Premio de la Bicicleta Eibarresa - 5e du Tour d'Espagne - 7e du Tour de France - 1965 - Champion d'Espagne de la montagne - Subida a Arrate : - Classement général - 2e étape (contre-la-montre) - Subida a Urkiola - 5e étape du Tour d'Ávila - Tour d'Espagne - Grand Prix de la montagne - 10eb étape - Tour de France : - Grand Prix de la montagne - 9e et 17e étapes - 2e de l'Escalade de Montjuïc | - 1966 - 2e et 15e étapes du Tour d'Italie - Tour de France : - Grand Prix de la montagne - 16e étape - 2e du Circuit d'Auvergne - 2e de la Subida al Naranco - 4e du Tour d'Italie - 1967 - Polymultipliée - 3e étape du Tour de Luxembourg - Grand Prix de la montagne du Tour de France - 2e de la Course de côte du mont Faron - 2e du Tour de France - 3e de Barcelone-Andorre - 3e d'À travers Lausanne - 1968 - 4ea étape du Tour de Majorque - 9e et 18e étapes du Tour d'Italie - 2e de la Polymultipliée - 2e du Tour de Majorque - 10e du Tour d'Italie |  |

### Résultats sur les grands tours

#### Tour de France
5 participations
- 1964 : 7e, vainqueur des 13e et 20e étapes
- 1965 : 23e, vainqueur du  classement de la montagne et des 3eb (contre-la-montre par équipes), 13e et 20e étapes
- 1966 : 13e, vainqueur du  classement de la montagne et de la 16e étape
- 1967 : 2e, vainqueur du  classement de la montagne
- 1968 : 30e

#### Tour d'Italie
3 participations
- 1966 : 4e, vainqueur des 2e et 15e étapes,  maillot rose durant 11 jours
- 1968 : 10e, vainqueur des 9e et 18e étapes[5]
- 1969 : 36e

#### Tour d'Espagne
6 participations
- 1961 : 36e
- 1962 : 46e
- 1963 : 23e, vainqueur du  classement de la montagne
- 1964 : 5e, vainqueur du  classement de la montagne et des 5e et 14e étapes,  maillot jaune durant 1 jour
- 1965 : 34e, vainqueur du  classement de la montagne et de la 10e étape
- 1967 : 20e